# Human Stuff
Human Stuff é um filme dos Estados Unidos de 1920, do gênero faroeste, produzido e lançado por Universal Studios, dirigido por B. Reeves Eason e estrelado por Harry Carey.

## Elenco
- Harry Carey - James 'Jim' Pierce
- Rudolph Christians - 'Washboard' Pierce
- Charles Le Moyne - Bull Elkins
- Joe Harris - Ramero
- Fontaine La Rue - Boka
- Ruth Fuller Golden - Jasmes's Sister
- Mary Charleson - Lee Tyndal
- Bobby Mack - Butler